# Норт-Спірфіш (Південна Дакота)
Норт-Спірфіш (англ. North Spearfish) — переписна місцевість (CDP) в США, в окрузі Лоуренс штату Південна Дакота. Населення — 2366 осіб (2020).

## Географія
Норт-Спірфіш розташований за координатами 44°30′58″ пн. ш. 103°54′46″ зх. д. / 44.51611° пн. ш. 103.91278° зх. д. (44.515991, -103.912729).  За даними Бюро перепису населення США в 2010 році переписна місцевість мала площу 8,20 км², уся площа — суходіл.

### Клімат
Громада знаходиться у зоні, котра характеризується вологим континентальним кліматом з теплим літом. Найтепліший місяць — липень із середньою температурою 23.2 °C (73.8 °F). Найхолодніший місяць — грудень, із середньою температурою -1.9 °С (28.5 °F).
| Клімат Норт-Спірфіша    | Клімат Норт-Спірфіша | Клімат Норт-Спірфіша | Клімат Норт-Спірфіша | Клімат Норт-Спірфіша | Клімат Норт-Спірфіша | Клімат Норт-Спірфіша | Клімат Норт-Спірфіша | Клімат Норт-Спірфіша | Клімат Норт-Спірфіша | Клімат Норт-Спірфіша | Клімат Норт-Спірфіша | Клімат Норт-Спірфіша | Клімат Норт-Спірфіша |
| Показник                | Січ.                 | Лют.                 | Бер.                 | Квіт.                | Трав.                | Черв.                | Лип.                 | Серп.                | Вер.                 | Жовт.                | Лист.                | Груд.                | Рік                  |
| Середній максимум, °C   | 4,4                  | 5,7                  | 10,5                 | 15,7                 | 20,7                 | 26,7                 | 32                   | 31,1                 | 24,8                 | 16,9                 | 8,4                  | 4                    | 16,8                 |
| Середня температура, °C | −1,9                 | −0,8                 | 3,2                  | 8,2                  | 13,6                 | 18,8                 | 23,2                 | 22,3                 | 16,3                 | 9,4                  | 2,6                  | −1,9                 | 9,4                  |
| Середній мінімум, °C    | −8,2                 | −7,4                 | −4,2                 | 0,7                  | 6,4                  | 11                   | 14,5                 | 13,5                 | 7,9                  | 2                    | −3,3                 | −7,9                 | 2,2                  |
| Норма опадів, мм        | 16                   | 14                   | 26                   | 52                   | 70                   | 84                   | 51                   | 42                   | 41                   | 31                   | 19                   | 15                   | 459                  |
| Днів з опадами          | 5                    | 5                    | 6                    | 7                    | 9                    | 10                   | 7                    | 6                    | 5                    | 5                    | 4                    | 5                    | 74                   |
| ----------------------- | -------------------- | -------------------- | -------------------- | -------------------- | -------------------- | -------------------- | -------------------- | -------------------- | -------------------- | -------------------- | -------------------- | -------------------- | -------------------- |
| Джерело: Weatherbase    |                      |                      |                      |                      |                      |                      |                      |                      |                      |                      |                      |                      |                      |

## Демографія
Згідно з переписом 2010 року, у переписній місцевості мешкала 2221 особа в 905 домогосподарствах у складі 603 родин. Густота населення становила 271 особа/км².  Було 948 помешкань (116/км²).
Расовий склад населення:
| - 94,1 % — білих - 2,5 % — корінних американців - 0,3 % — азіатів - 0,1 % — чорних або афроамериканців |

До двох чи більше рас належало 2,5 %. Частка іспаномовних становила 3,1 % від усіх жителів.
За віковим діапазоном населення розподілялося таким чином: 24,6 % — особи молодші 18 років, 61,8 % — особи у віці 18—64 років, 13,6 % — особи у віці 65 років та старші. Медіана віку мешканця становила 37,2 року. На 100 осіб жіночої статі у переписній місцевості припадало 99,6 чоловіків;  на 100 жінок у віці від 18 років та старших — 100,1 чоловіків також старших 18 років.
Середній дохід на одне домашнє господарство  становив 66 306 доларів США (медіана — 39 652), а середній дохід на одну сім'ю — 93 207 доларів (медіана — 69 281). Медіана доходів становила 32 426 доларів для чоловіків та 35 909 доларів для жінок. За межею бідності перебувало 9,8 % осіб, у тому числі 18,2 % дітей у віці до 18 років та 7,2 % осіб у віці 65 років та старших.
Цивільне працевлаштоване населення становило 1167 осіб. Основні галузі зайнятості: освіта, охорона здоров'я та соціальна допомога — 21,0 %, роздрібна торгівля — 19,6 %, будівництво — 12,2 %, сільське господарство, лісництво, риболовля — 12,2 %.